# Trévilly
Trévilly is een plaats en voormalige gemeente in het Franse departement Yonne in de regio Bourgogne-Franche-Comté en maakt deel uit van het arrondissement Avallon.

## Geschiedenis
Op 1 januari 2019 fuseerden de gemeente Cisery, Guillon, Sceaux, Trévilly en Vignes tot de commune nouvelle Guillon-Terre-Plaine.

## Geografie
De oppervlakte van Trévilly bedraagt 6,6 km², de bevolkingsdichtheid is 9,4 inwoners per km².
De onderstaande kaart toont de ligging van Trévilly met de belangrijkste infrastructuur en aangrenzende gemeenten.

## Demografie
Onderstaande figuur toont het verloop van het inwonertal (bron: INSEE-tellingen).